# Oelwein (Iowa)
Oelwein – miasto w Stanach Zjednoczonych, w stanie Iowa, w hrabstwie Fayette. W 2000 roku liczyło 6692 mieszkańców.